# Білетіна Катерина
Біле́тіна Катери́на (3 січня 1977) — сучасна українська художниця-портретистка російського походження.

## Біографія
Народилась у Свердловську (нині — Єкатеринбург), РРФСР. 
В ранньому віці переїхала з сім'єю до міста Херсон (Україна). Закінчила художню школу.
Навчалася в Одеському державному художньому училищі імені Грекова, згодом — у Національній академії образотворчого мистецтва й архітектури (майстерня Феодосія Гуменюка).
Зараз[коли?] проживає та працює в Одесі разом з чоловіком, відомим одеським скульптором Климом Степановим та донькою Варварою.[джерело?]

## Творчий доробок
14 лютого 2017 року - персональна виставка живопису "Цей примарний об'єкт бажання" у м. Одесі.
Ілюструвала журнал «Соняшник», дитячі книжки видавництв «Теза», «Грані-Т». У журналі «Соняшник» співпрацювала із Лесею Ворониною, через яку познайомилась і захопилась українською етнічною культурою.
У 2009 році — персональна виставка «Український портрет», у якій широко представлені портрети сучасників, українських жінок у автентичних українських народних вбраннях, а також портрет Романа Шухевича (створений на замовлення).